# Chlup (zoologie)

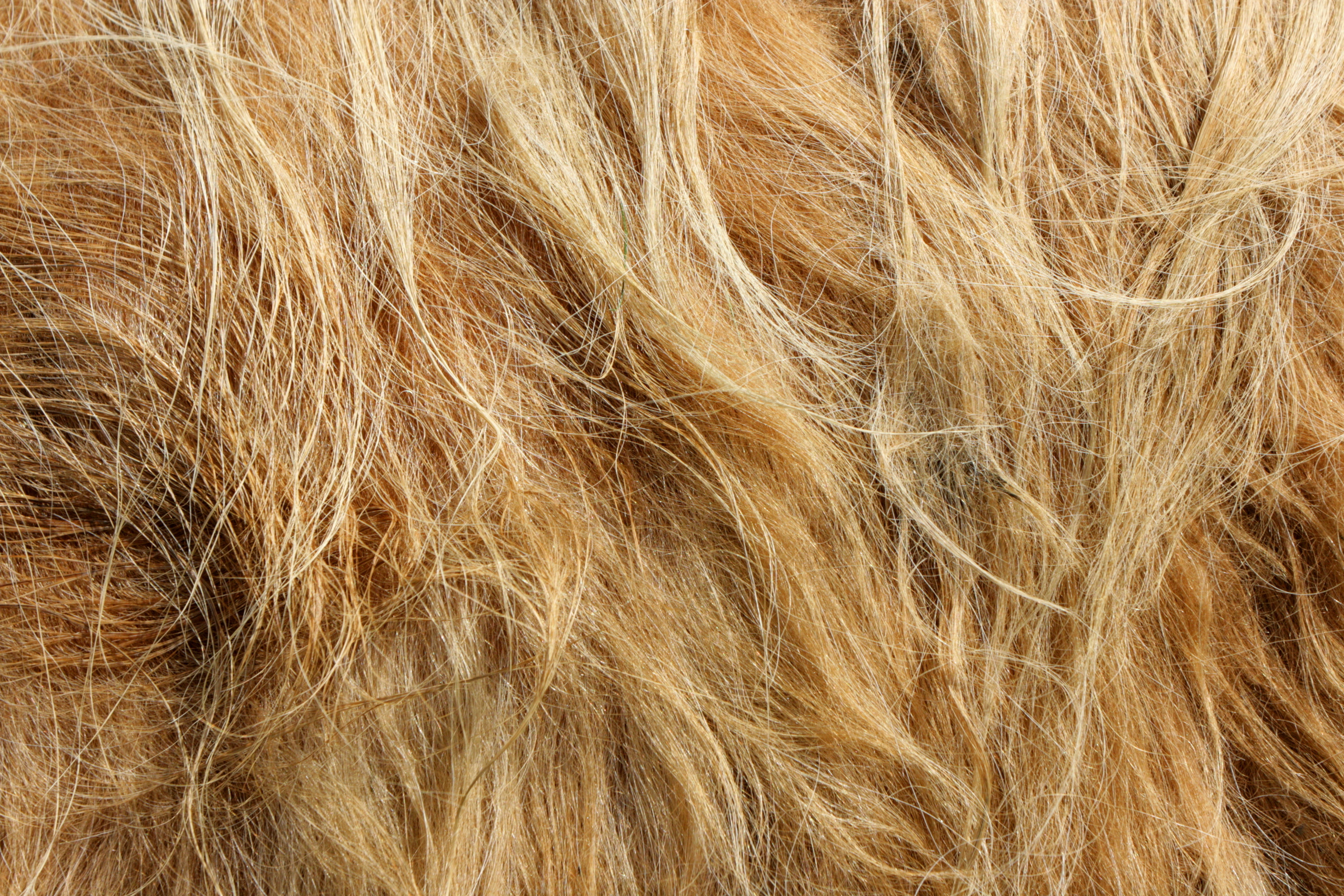
Srst savce

Chlup je součást tělního pokryvu živočichů, respektive savců, pro něž je typickým znakem. Je součástí osrstění, ochlupení savců (včetně člověka). Chlupy se zakládají po celém povrchu těla, přičemž jejich počet se v různých fázích vývoje živočicha zmnožuje nebo redukuje. Redukce chlupu je ze všech savců nejvýraznější u primátů a člověka. Chlup není stálá struktura, vlivem biorytmů může opadávat.
Stavbou a vznikem se savčí chlup liší od výrůstků jednoduchých bezobratlých živočichů, od vlasového útvaru na povrchu některých bakterií (pilus) a také od chlupu rostlin (trichom).

## Původ
Na rozdíl od ptačího peří nevznikl chlup přeměnou plazích šupin.
Vzniká z pokožkových buněk a má typickou stavbu. Všechny kožní deriváty se zakládají tím způsobem, že od povrchové pokožky (epidermis) se odstupuje epitelový pruh, který směřuje do škárového vaziva. Proti tomuto epitelovému pruhu se při vývoji chlupu zorganizuje mezenchym, tedy vazivo škáry, a vytvoří tzv. chlupovou papilu. Chlupová papila se vtlačí do trámce epitelových buněk a celý trámec epitelových buněk papilu obklopí. Z terminálního okrsku epitelového pruhu se vytvoří chlupová cibulka (bublus pili, chlupová matrix), která slouží při výživě chlupu. Z bulbus pili vyrůstá vlastní chlup a vrstvy chlupového folikulu.

## Stavba
Zvířecí srst je složena z mnoha milionů chlupů, které vyrůstají z vrstvy kůže zvané epidermis. Chlup savců včetně člověka vyrůstá z vlasového váčku (folikulu) a je vsazen do vlasové pochvy. Folikul i pochva vznikly vchlípením pokožky proti škáře. Hloubka, v jaké je folikul uložen, je různá a závisí na velikosti chlupu a umístění na těle. Srst a chlupy různých savců se liší stavbou i vzhledem. Jsou charakteristické pro jednotlivé druhy, liší se i podle pohlaví, věku a roční doby. Každý folikul žije a odumírá v určitém cyklu, jehož délka se liší od jedince k jedinci.
Do pochvy ústí mazová žlázka. Každý chlup je spojen s drobným svalem – vzpřimovačem chlupu –, který ho stahem nezávislým na vůli zvedá. Tento proces je významný při termoregulaci, protože vzpřímené chlupy v srsti brání většímu pohybu vzduchu okolo pokožky, a tak brání vyšší tepelné ztrátě.
Zvířata bez srsti se někdy označují jako nahá, „naháči“ (např. některé speciálně vyšlechtěné rasy psů a koček).

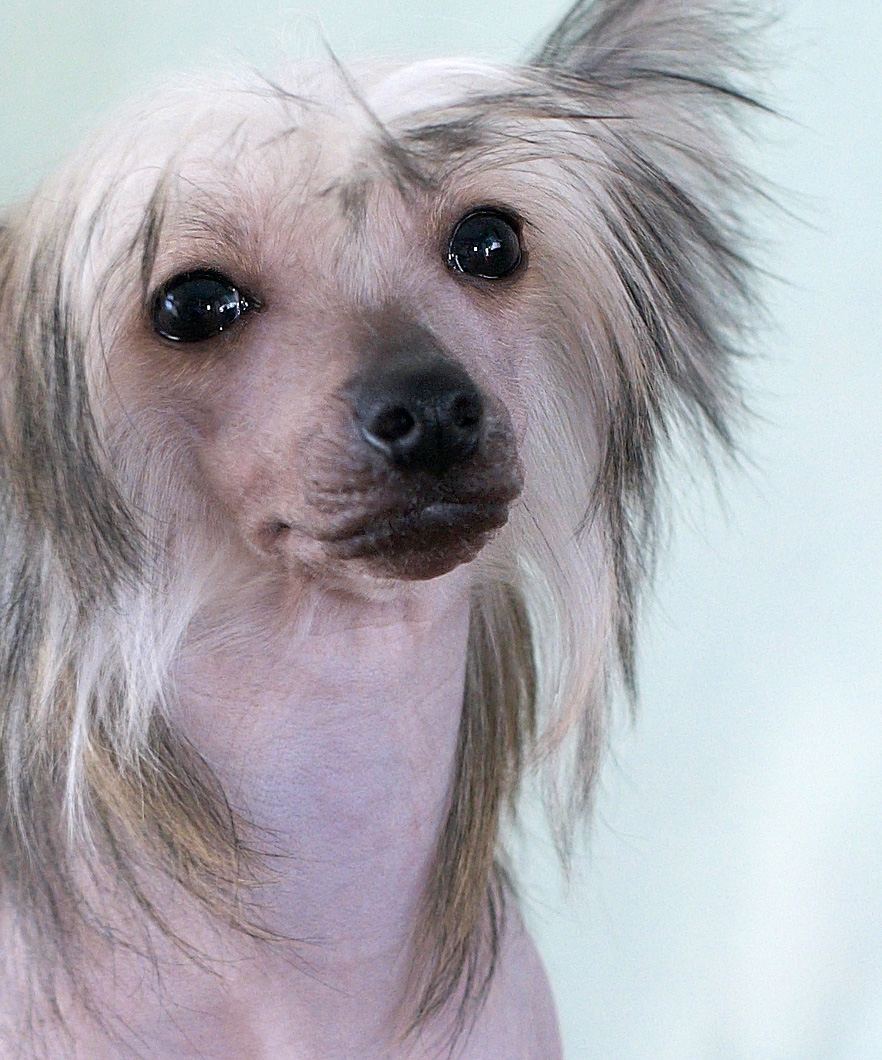
Plemeno psa bez srsti, naháč, čínský chocholatý pes

Srst savců tvoří podsada z krátkých chlupů a dlouhé pesíky (ochranný chlup), příp. sinusové chlupy.

### Podsada a pesíky
Podsada je jemná a hustá, většinou nevýrazně zbarvená a slouží jako izolační vrstva. Tvoří ji jemné, hustě rostlé a krátké chloupky. U některých chovaných zvířat (ovce, lama, velbloud, králík aj.) vytvářejí typickou strukturu zvanou vlna. Hlavní funkcí podsady je tepelná izolace: chrání před nadměrným chladem v zimě a teplem v létě.
Pesík je dlouhý hrubý a rovný chlup, jenž podsadu přečnívá a má ochrannou funkci. Délka a tloušťka pesíků je různá. Jsou nositeli celkového zbarvení. Někdy jsou pesíky přeměněné v ostny, bodliny nebo šupiny.

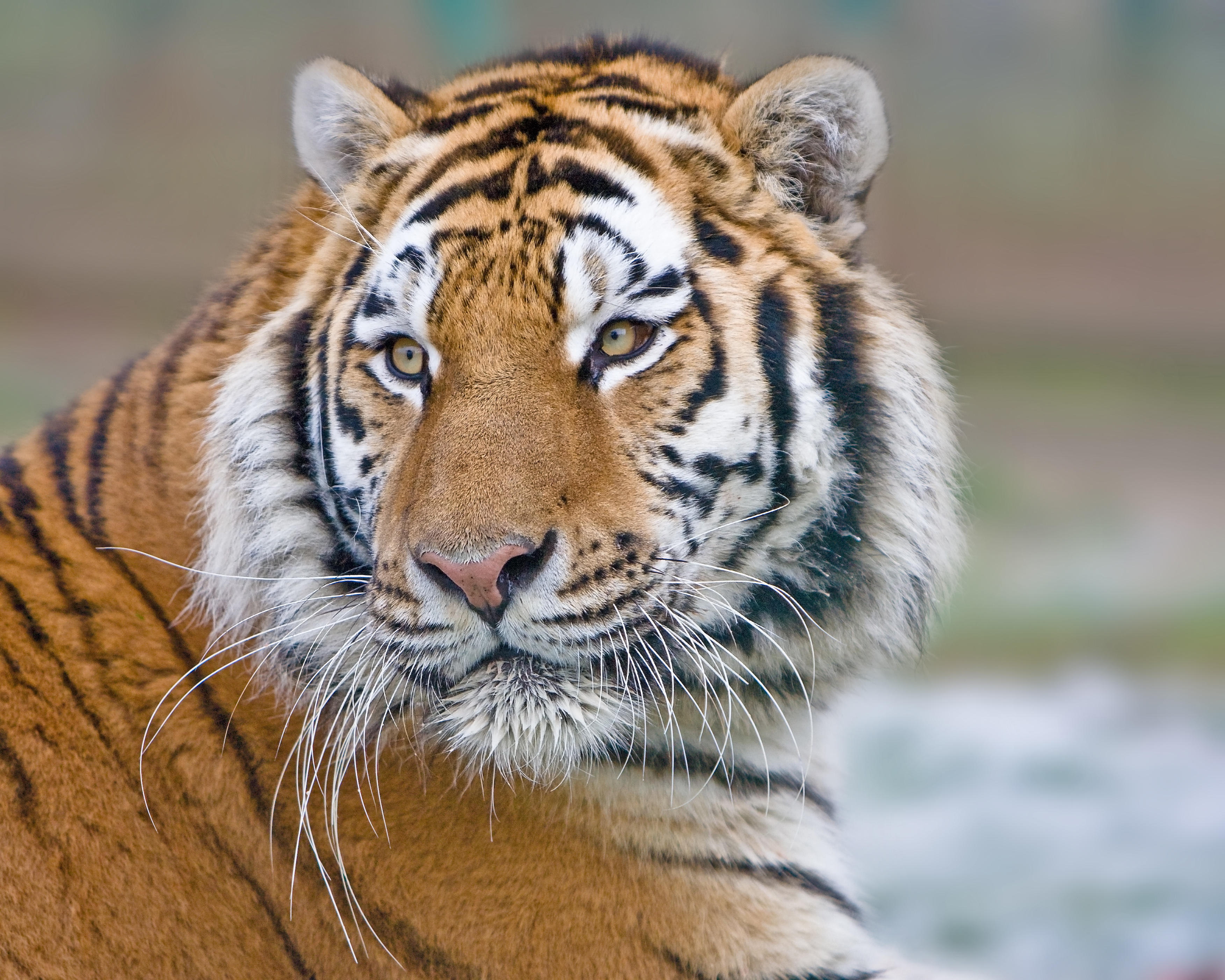
Sinusové chlupy (hmatové vousky) tygra

### Sinusové chlupy
Jsou zvláštní druh chlupů savců, přesahujících ostatní srst. Jejich chlupový váček je opatřen krevními rozšířeninami, které umožňují upevnění chlupů v určité poloze. Mají hmatovou funkci. Vyrůstají např. na čenichu, před uchem, nad okem, na přední končetině a předloktí; u damanů dokonce po celém těle. U člověka nejsou vyvinuty.
Chlup je tvořen neživými buňkami, pro které je typický vysoký obsah keratinu (rohoviny). Kromě keratinu je v chlupu většinou přítomno malé množství minerálních látek. Volná část chlupu nad pokožkou se označuje jako supradermální. Uvnitř chlupu se nachází kanálek, obvykle vyplněný dření, někdy však prázdný (např. u medvěda ledního nebo různých druhů ovce). Pak chlup funguje jako duté vlákno, které má dobré tepelněizolační vlastnosti. Dřeň chlupu je obklopena kůrou, což je válec z pokožkových buněk. Chlup se skládá z dřeně (medulla), kůry (kortex) a kutikuly.

### Dřeň
Dřeň je tvořena úzkými, volně loženými buňkami nepravidelného tvaru, která spolu se vzduchovými mezerami či vakuolami tvoří centrální osu chlupu. Osa může mít různou strukturu: může být souvislým pásem buněk nebo je různou měrou fragmentována nebo může zcela chybět.

### Kůra
Kortex vyplňuje prostor mezi dření a kutikulou a jeho šířka je závislá na šířce dřeně.

### Kutikula

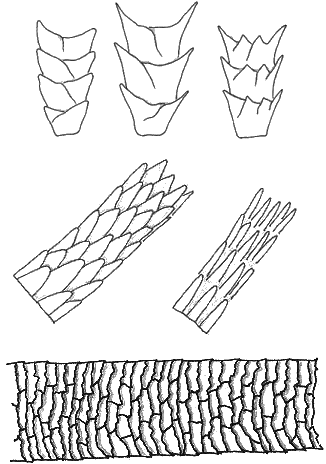
Povrch chlupu

Kutikula je svrchní vrstva chlupu složená z tenkých šupinek, sloužící jako vrstva zpevňující kortex a chránící vlastní chlup proti mechanickému poškození. Tvar šupin se mění podél chlupu.

## Funkce chlupů
Chlupy mají zpravidla funkci ochrannou, zejména jako termoizolační ochrana před vlivy počasí i klimatu. Barva srsti má funkci maskovací a někdy také signální. Sinusové chlupy mají funkci hmatovou.

### Izolační funkce

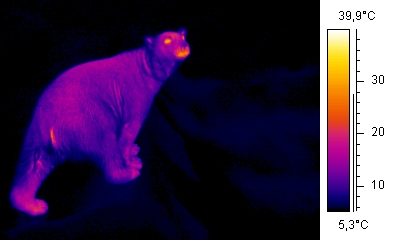
Srst ledního medvěda minimalizuje ztrátu tepla

Kůže a srst jsou komplexní systém, který má více úloh. Kůže odděluje vnitřní prostředí od vnějšího, čímž chrání organismus před poškozením. Srst tvoří bariéru, izolaci proti teplotě a jiným klimatickým vlivům. U mnoha druhů savců existují rozdíly v hustotě a zbarvení u letní a zimní srsti.
Suchozemští savci žijící v nejchladnějších oblastech světa si udržují stálou tělesnou teplotu především díky vrstvám vzduchu v srsti. Většina arktických savců má hustou, zpravidla bílou srst tvořenou dutými chlupy. V dutinách je vzduch, který působí jako tepelný izolátor. V létě je srst většiny arktických zvířat podstatně řidší než v zimě.
Medvěd lední má žlutobílou srst po celý rok. Když svítí slunce, bílé chlupy usměrňují paprsky až k černě pigmentované kůži, kterou prohřívají. Mnoho horských savců musí mít stejně hustou srst jako arktické druhy.
Zimní srst koní tvoří krátká hustá a vlnitá podsada a dlouhé tuhé krycí chlupy. V suchém počasí stojí obě vrstvy skoro kolmo na kůži, takže se v nich zadržuje vzduch, který izoluje tělo. Při dešti se mastné krycí chlupy formují do malých trojúhelníků, otočených špičkou dolů, z nichž odkapává voda, aniž by pronikla do vlnité podsady. Důmyslně uspořádané chlupy odvádějí vodu úspěšně i z míst, která jsou méně osrstěna (oči, tlama a nos, pohlavní orgány, okolí řitního otvoru). Srst jižních plemen koní žijících v suchém pouštním klimatu je hladce přiléhající, jemná, sametová a lesklá – odráží sluneční paprsky.
Srst hrubosrstých plemen psů chovaných pro práci v terénu (např. loveckých teriérů) byla vyšlechtěna tak, že je chrání před nepřízní počasí, proti propouštění vody ke kůži a před úrazy. Srst medvěda ledního tvoří hustá podsada a pesíky, které tvoří vrstvu odolávající vodě. Kůže se nenamočí a nemrzne ani tehdy, plave-li medvěd v ledové vodě.

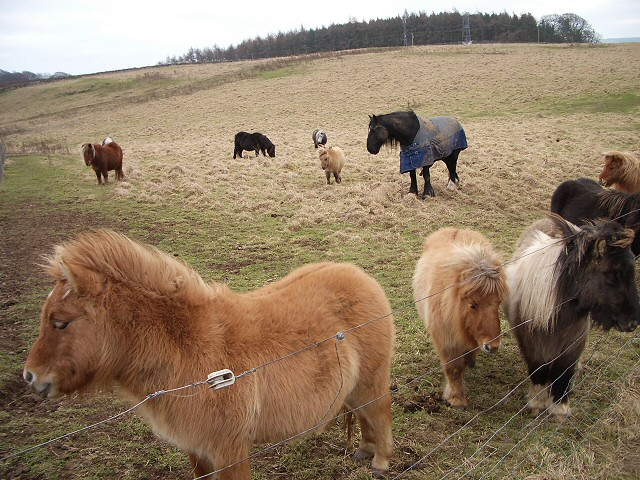
Živočichově žijící v horských oblastech mají hustou zimní srst

### Jiné funkce
Srst některých druhů savců je pozměněna tak, aby odpovídala jejich specifickému způsobu života. Například tuleň má málo vyvinutou podsadu a tepelnou izolaci zajišťuje podkožní tuk. Tulení srst nepropouští vodu podobně jako srst vydry a bobra.
Tlustá pružná kůže slonů není porostlá srstí, ale řídce ji porůstají dlouhé, poměrně tvrdé chlupy. Mají termoregulační funkci, slouží k odvádění přebytečného tělesného tepla. Zlepšují termoregulaci přibližně o 5 až 23 procent.
Jednou z nejdůležitějších funkcí kůže a srsti je, že je prostředkem komunikace. Kůže vydává pachy, které řídí sexuální chování a které pomáhají živočichům identifikovat jiné živočichy a jejich teritorium. Vzájemným dotykem se mj. upevňuje (příp. ujasňuje) vztah mezi členy skupiny. Srst má důležitou komunikační funkci i ve vztahu mezi zvířaty a jejich majiteli či ošetřovateli. Prostřednictvím dotyků rádi komunikují např. psi se svým pánem a nejednoho člověka potěší kontakt s hebkou a zdravou srstí psa.

## Zbarvení
Barvu chlupů v srsti savců určuje pigment zvaný melanin, který se nachází v kůře chlupu. Šedé zbarvení je kromě toho dáno uzavřením vzduchu v dřeni chlupu.

## Línání
Řada druhů obměňuje srst cyklicky – řidší letní srst střídá hustší zimní srst. Výměna srsti, línání, souvisí s termoregulací, případně maskováním (např. zajíc polární).

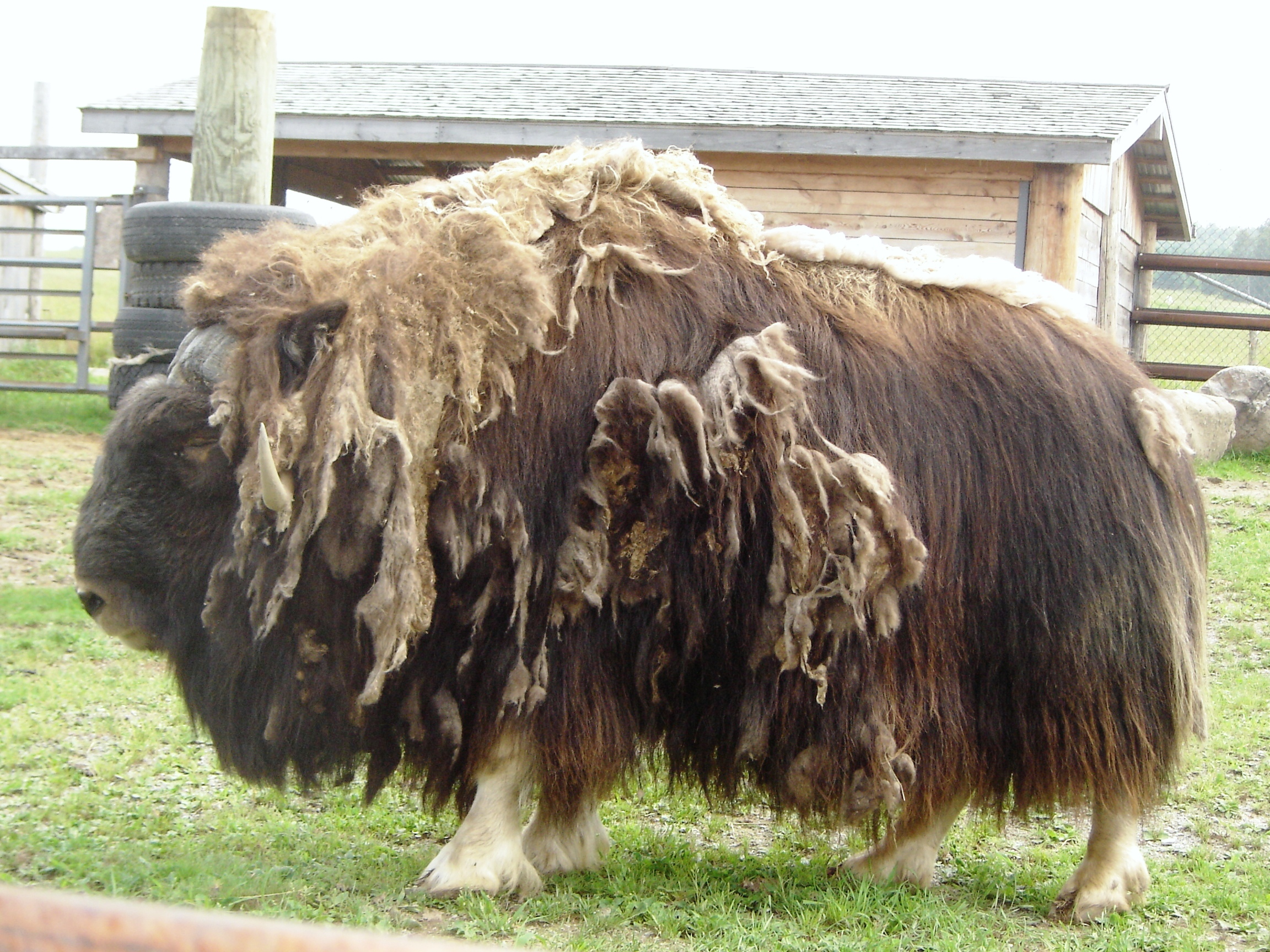
Línání – pižmoň

Při línání chlupů je podněcována nebo potencována výživa chlupové cibulky. Pokud je počet narůstajících chlupů menší než počet vypadávajících chlupů, vznikají na těle holá místa, tzv. lysiny (alopecie).

### Fyziologické línání
Mnozí savci mění srst pravidelně, resp. cyklicky. Stávající srst vypadává a současně narůstá nová. To může být provázeno změnou barvy srsti (např. liška polární, sob polární, lasice hranostaj). Fyziologické línání nastupuje sezónně a je ovlivněno především délkou světelného dne, nepatrně i teplotou. V klimatických podmínkách mírného pásma probíhá línání dvakrát za rok. Na zimu savcům narůstá tlustý hřejivý kožich (zimní srst), kdežto po jarním línání je srst lehká (letní srst).
K vytvoření nové srsti potřebují zvířata mnoho živin, takže je nutné po dobu línání zvířata zvláště vydatně krmit. Srst se nevyměňuje stejnoměrně, jelikož nové chlupy nenarůstají stejně rychle, jako vypadávají staré. Tím narůstá riziko podchlazení v chladnějším období a při změně počasí.

Línání v mírné formě probíhá celoročně, souvisí to s růstovým cyklem chlupů; růst fyziologické délky trvá přibližně jeden měsíc. Zvířata celoročně žijící v bytě mívají sezónní línání méně výrazné, ale ve zvýšené míře línají průběžně celý rok.
U některých plemen domácích zvířat vznikají problémy spojené s línáním. Pokud se srst mechanicky neodstraní, může působit zdravotní obtíže. Některá plemena psů nelínají, např. český teriér, kerry blue teriér nebo pudl, a hrozí jim plstnatění srsti.

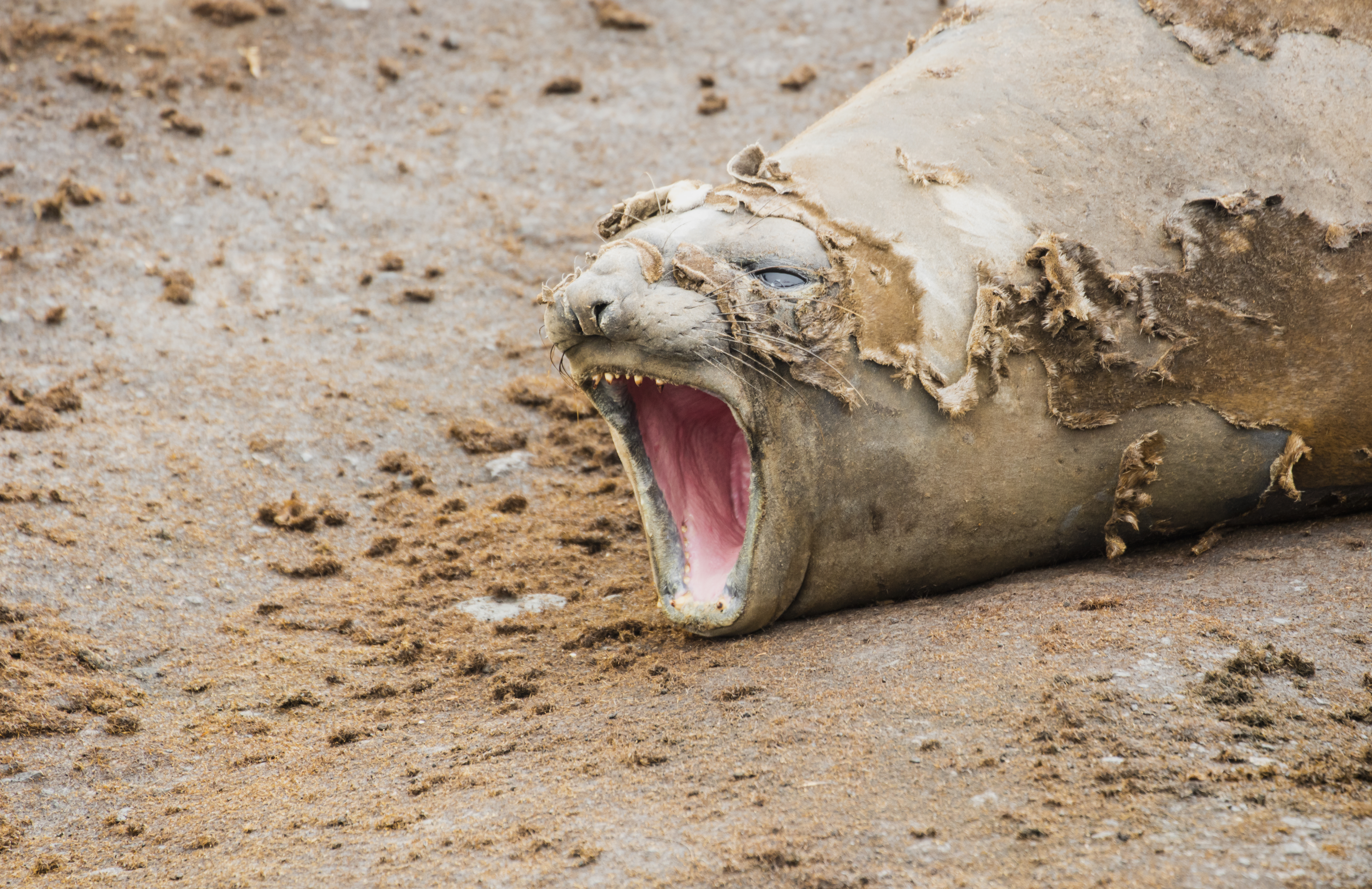
Línající samička rypouše sloního
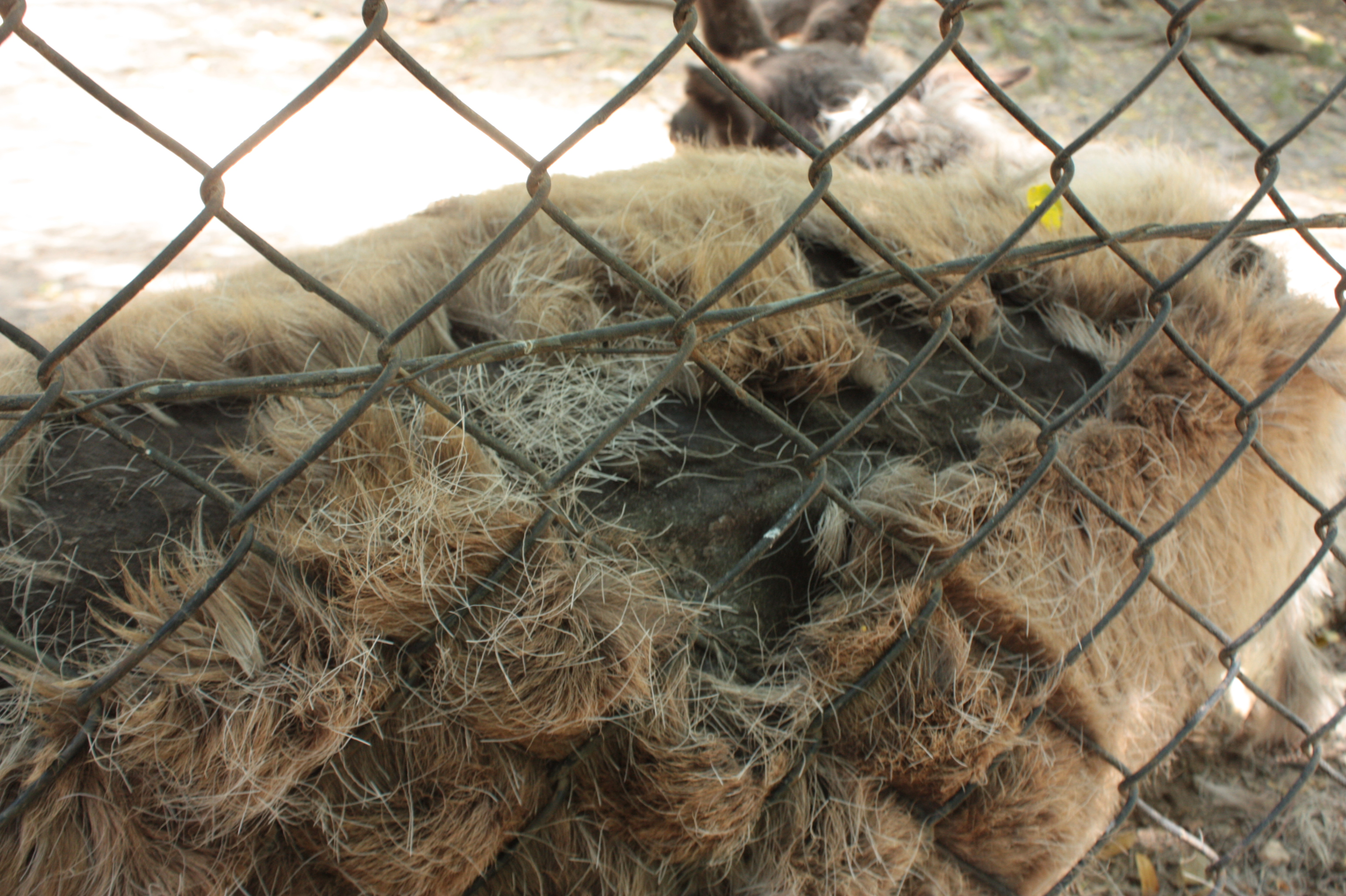
Línání
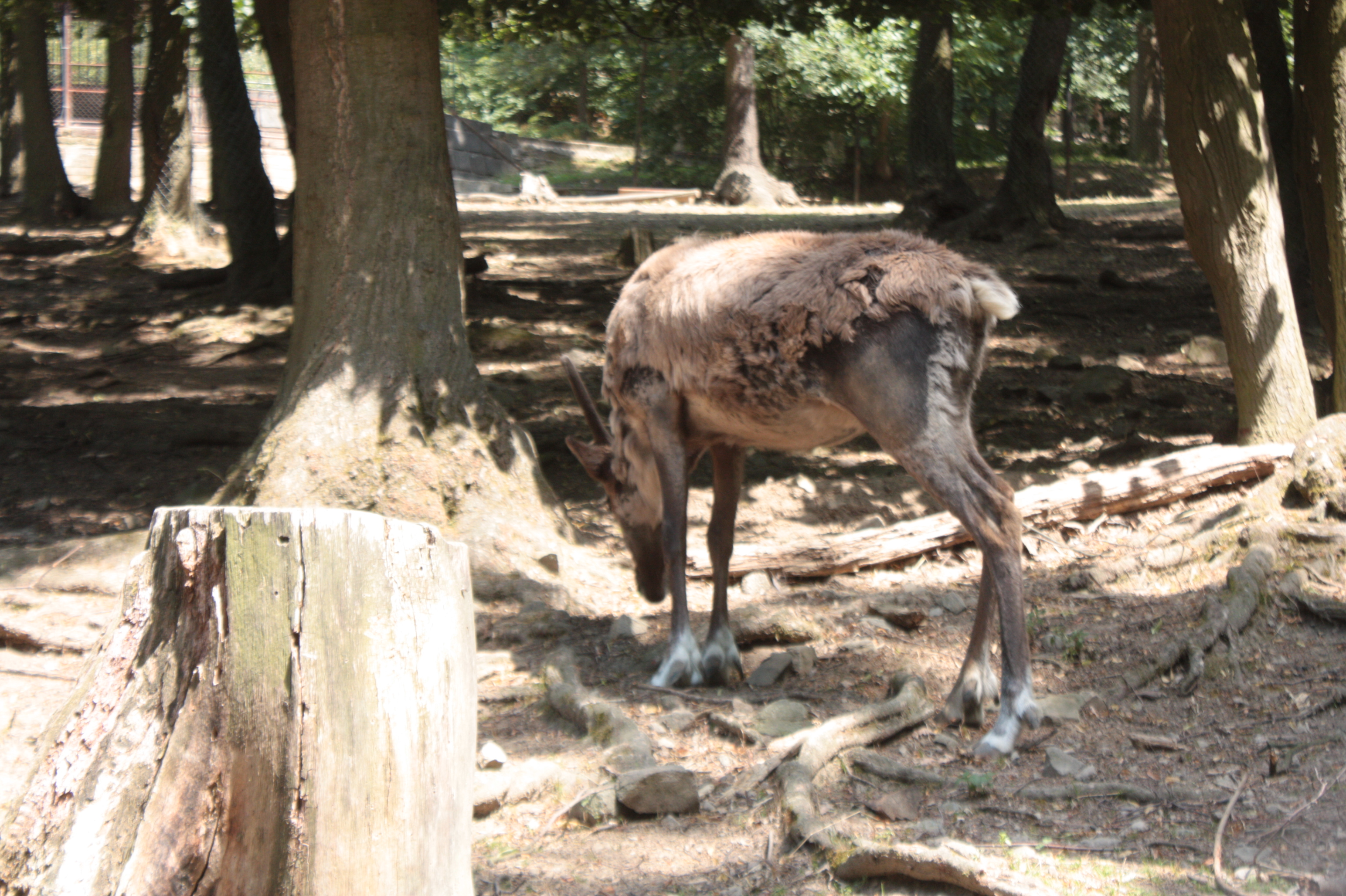
Línající jelenovití
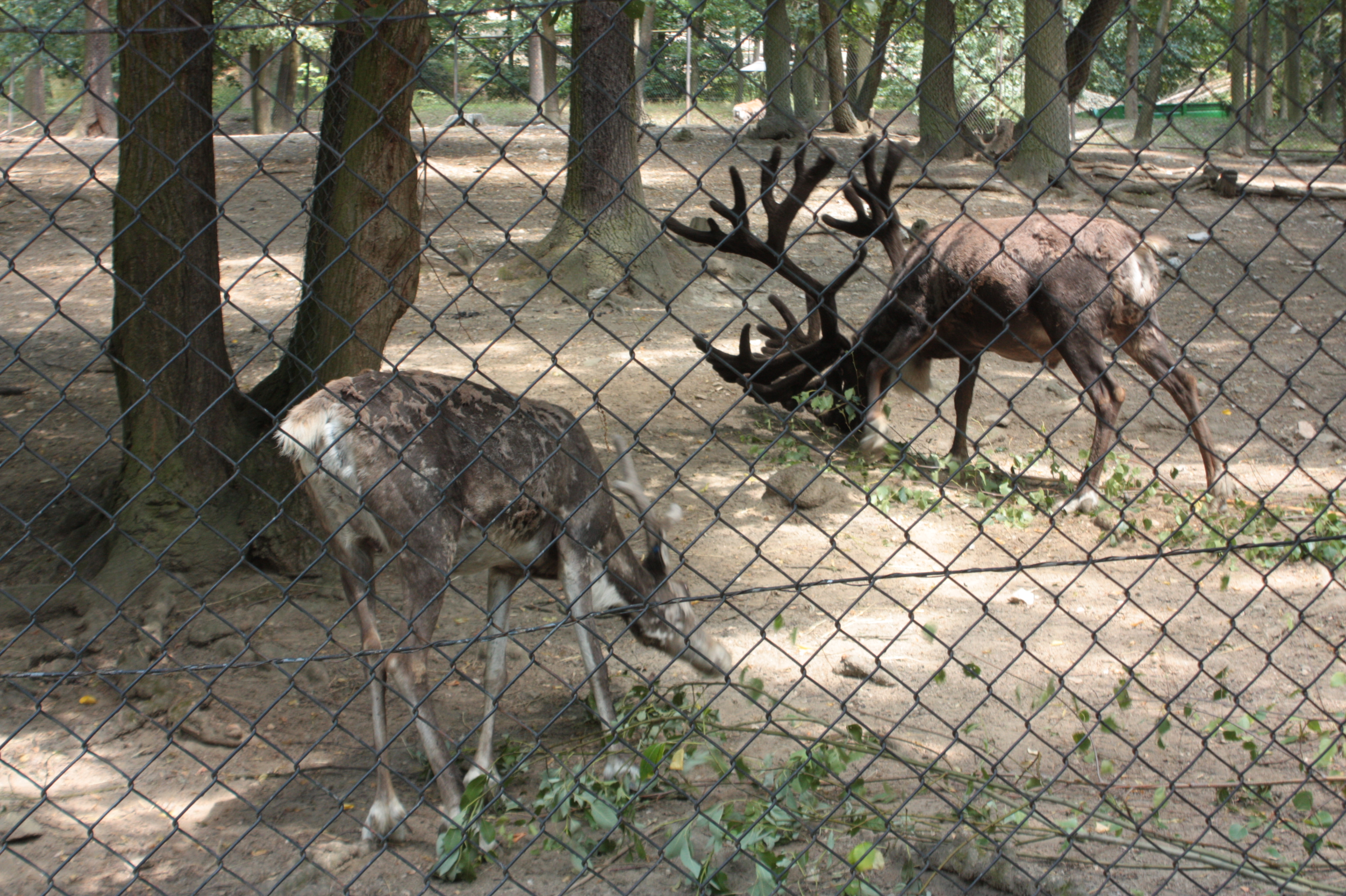
Línající jelenovití

### Patologické línání
Za patologické línání se považuje takové línání, které vede k tvorbě lysin (alopecií). Pokud nadměrné línání trvá déle než jeden měsíc, je na místě nechat vyšetřit funkci štítné žlázy.

## Zdravotní důsledky nedostatečné péče o srst
Pod zplstnatělou nebo odumřelou nevylínalou srstí snadno dochází k otlakům a zapařeninám, které jsou snadno infikovány. Zvíře může být snadněji napadeno také vnějšími cizopasníky.
V srsti žije řada ektoparazitů (cizopasníci žijící na povrchu hostitele). K životu v srsti hostitele jsou přizpůsobeni více či méně dokonale; především se musí v srsti udržet. Vztah mezi parazitem a hostitelem ovlivňuje tedy i hustota osrstění a kvalita srsti.

### Co zhoršuje kvalitu srsti
Kromě období línání ovlivňují kvalitu srsti další vnější i vnitřní faktory, např. nevhodná strava. Nemoci srsti a kůže mohou způsobit infekční onemocnění bakteriálního, virového, plísňového nebo parazitárního původu, také fyzikální nebo chemická traumata nebo hormonální a metabolické poruchy. Poruchy srsti mohou souviset s civilizačními vlivy – znečištěný anebo suchý vzduch, přehřátá místnost, koberec z umělých vláken, pesticidy.
V pokožce ústí k chlupu mazová žláza. Produkt mazové žlázy (serum cutaneum) je odváděn k chlupovému váčku a vzlíná na povrch kůže. Serum cutaneum je významná protektivní vrstva na kůži – má antibakteriální účinky. Tato přirozená bariéra je často likvidována agresivními hygienickými prostředky (parfémovanými mýdly a sprchovými gely).

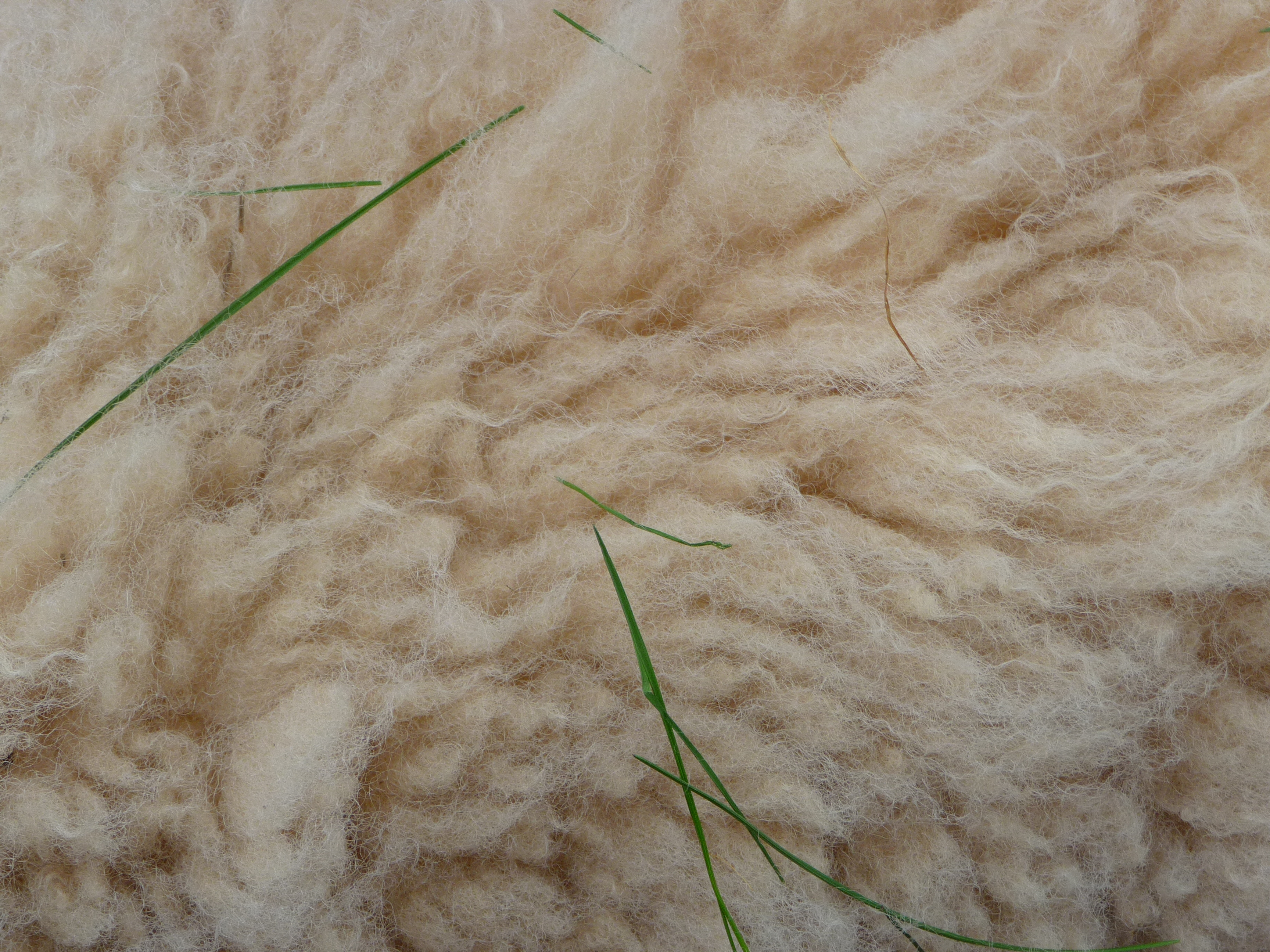
Ovčí vlna

## Význam
Chlupy kožešinových zvířat jsou podstatnou částí kožešin. Největší průmyslový význam mají chlupy ovčí a velbloudí.

## Zajímavosti
- Psi využívají asi 25 % denního příjmu proteinů k růstu srsti.
- Nejstarší otisky srsti pocházejí z Číny a jsou staré asi 160 milionů let. Nový nález z jihozápadu Francie je zatím nejstarším skutečným chlupem. Vědci z Renneské univerzity uvádějí, že je důkazem, že savčí chlupy byly již před 100 miliony lety natolik dokonalé a funkční, že se během evoluce nemusely dále vyvíjet.[11]
- Zastánci vzniku života zásahem superinteligentní bytosti, kreacionisté, namítají, že dosud nebyl nalezen žádný důkaz zachycující evoluci srsti v jejím průběhu.[12]
- Typ alfa keratinů, které se nacházejí v chlupech a obsahují aminokyselinu cystein, byl pokládán za výhradní znak savců. Studie rakouských vědců při zkoumání genomu kuřat a plazů anolisů rudokrkých nalezla několika dosud neidentifikovaných genů pro keratiny bohaté na cystein. Nyní se vědci domnívají, že geny pro alfa keratiny byly společné už pro předky savců, plazů i ptáků.[13]

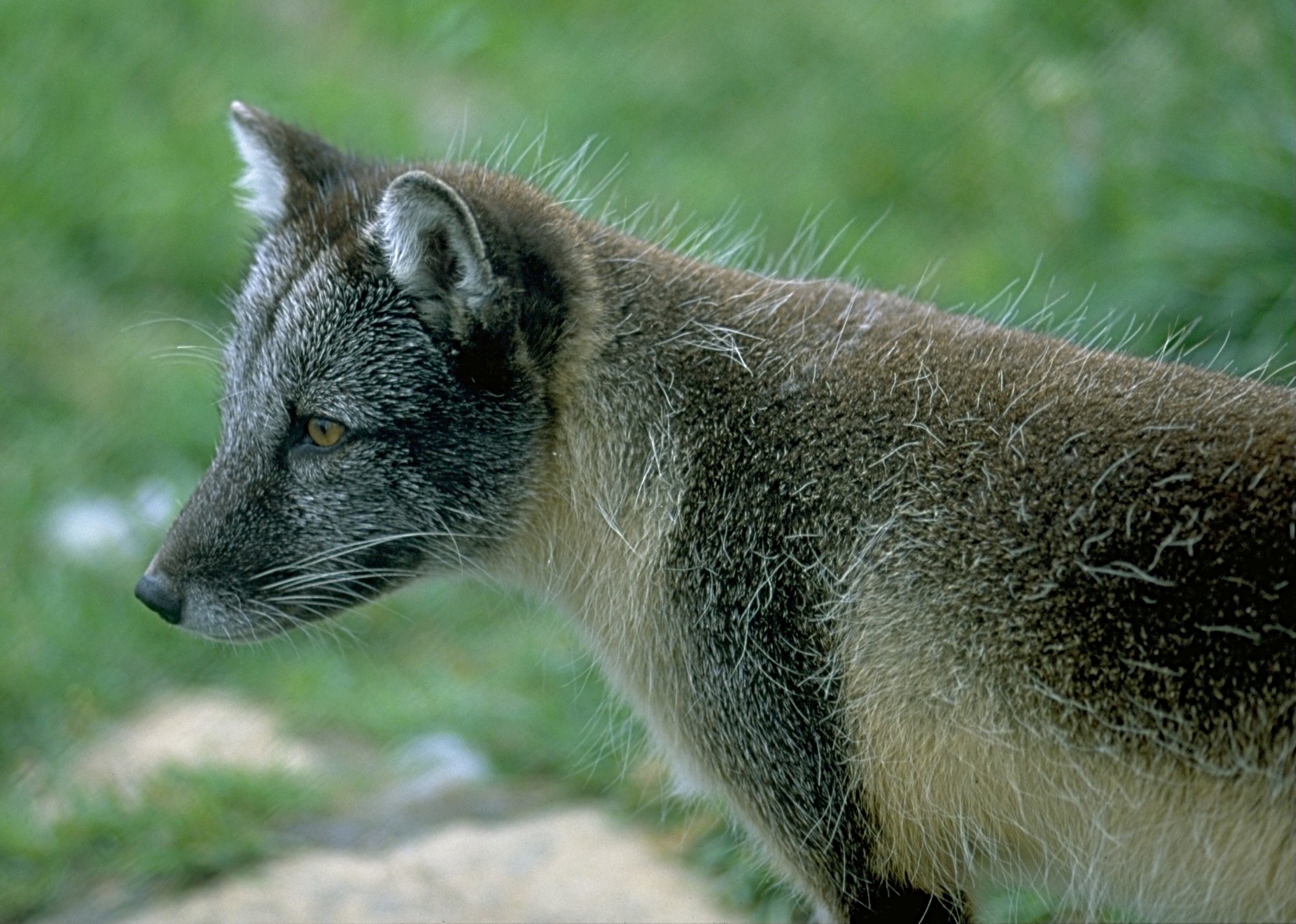
Letní srst lišky polární
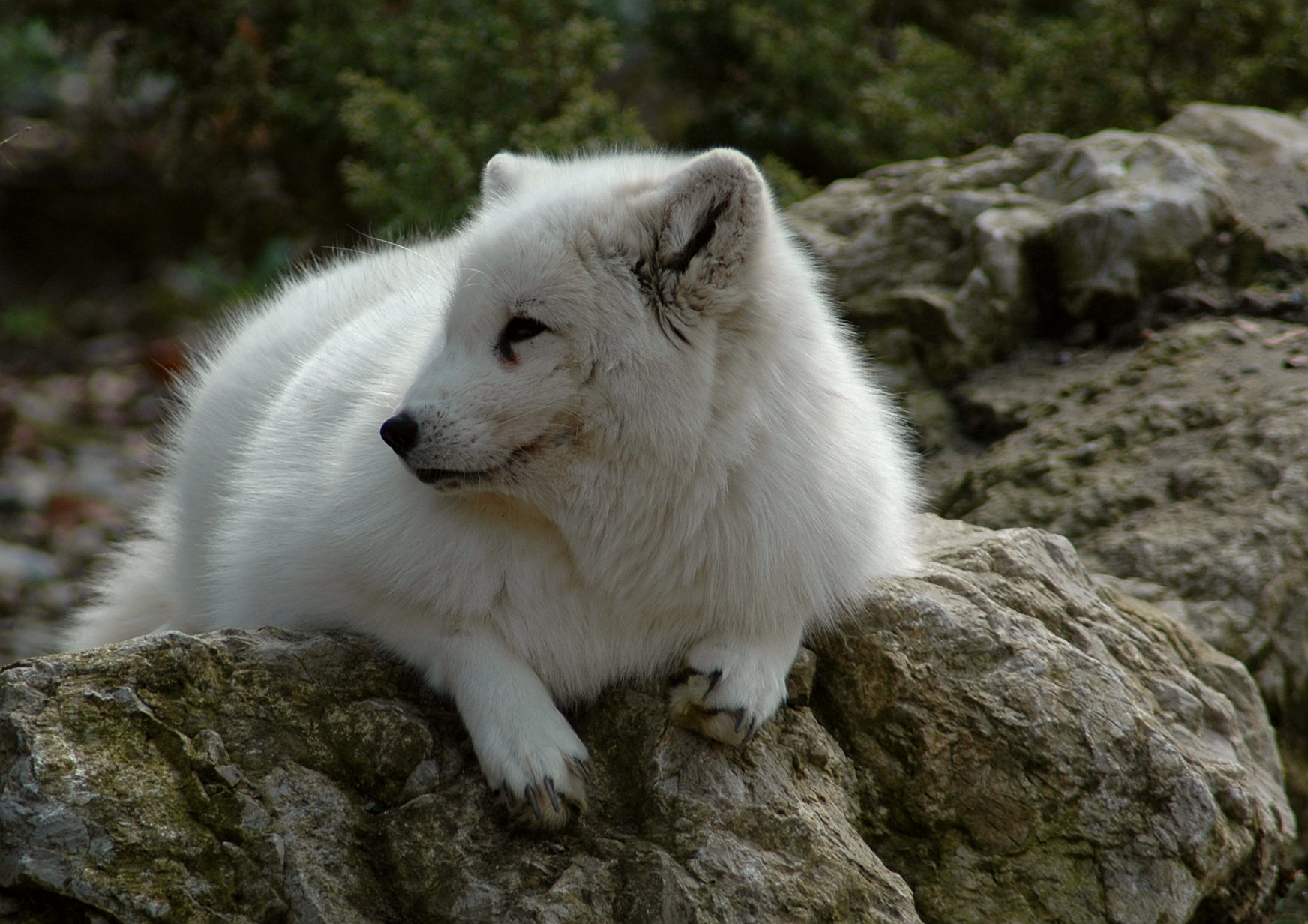
Zimní srst lišky polární
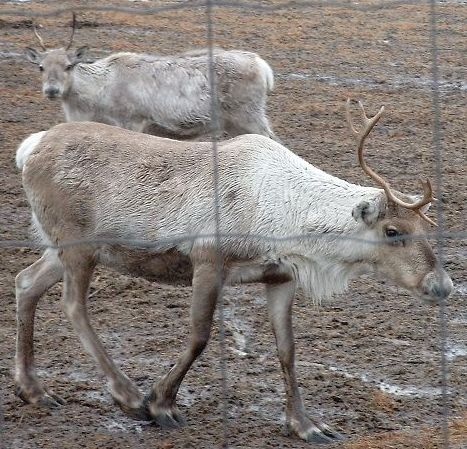
Zimní srst soba polárního
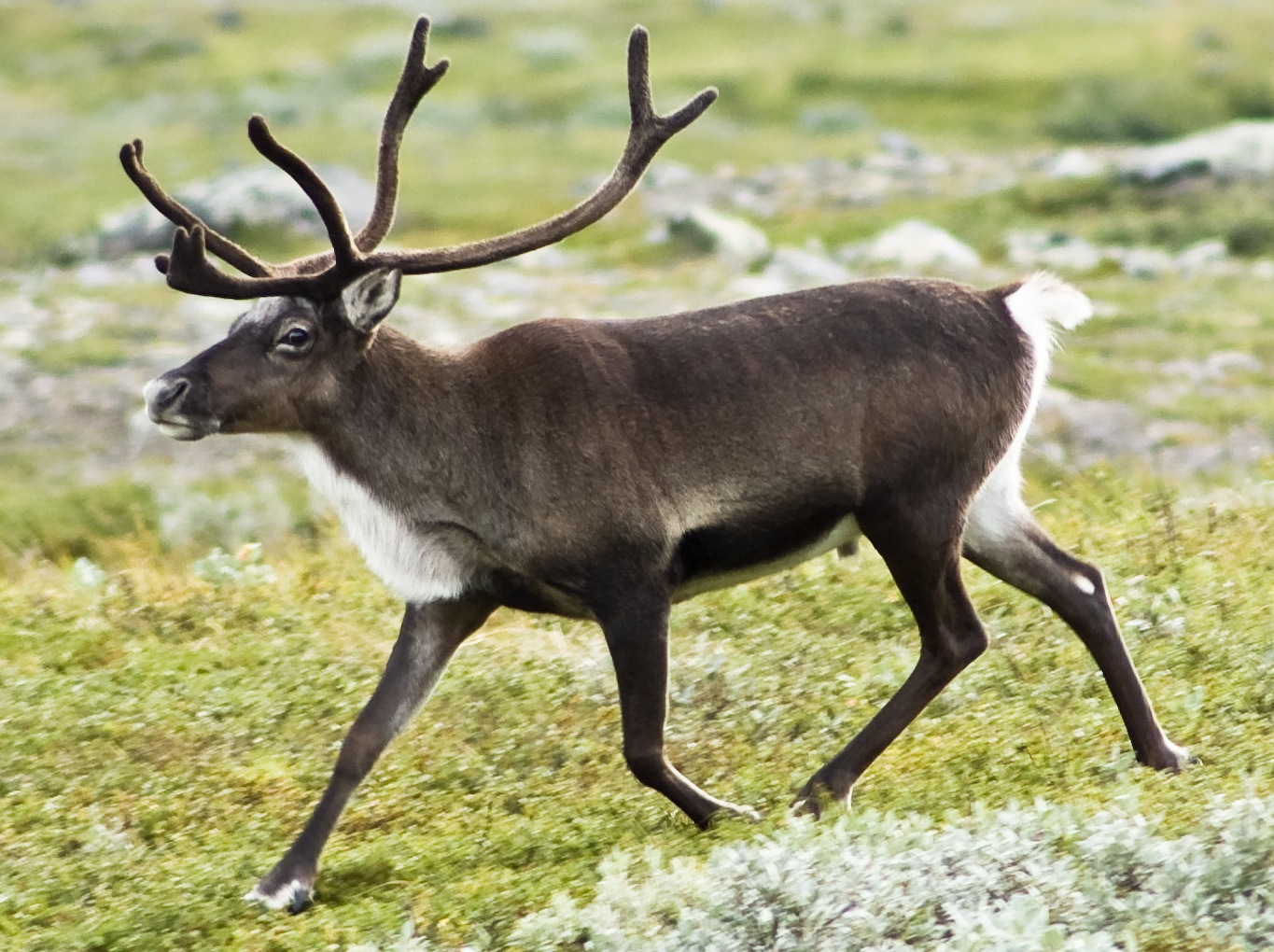
Letní srst soba polárního
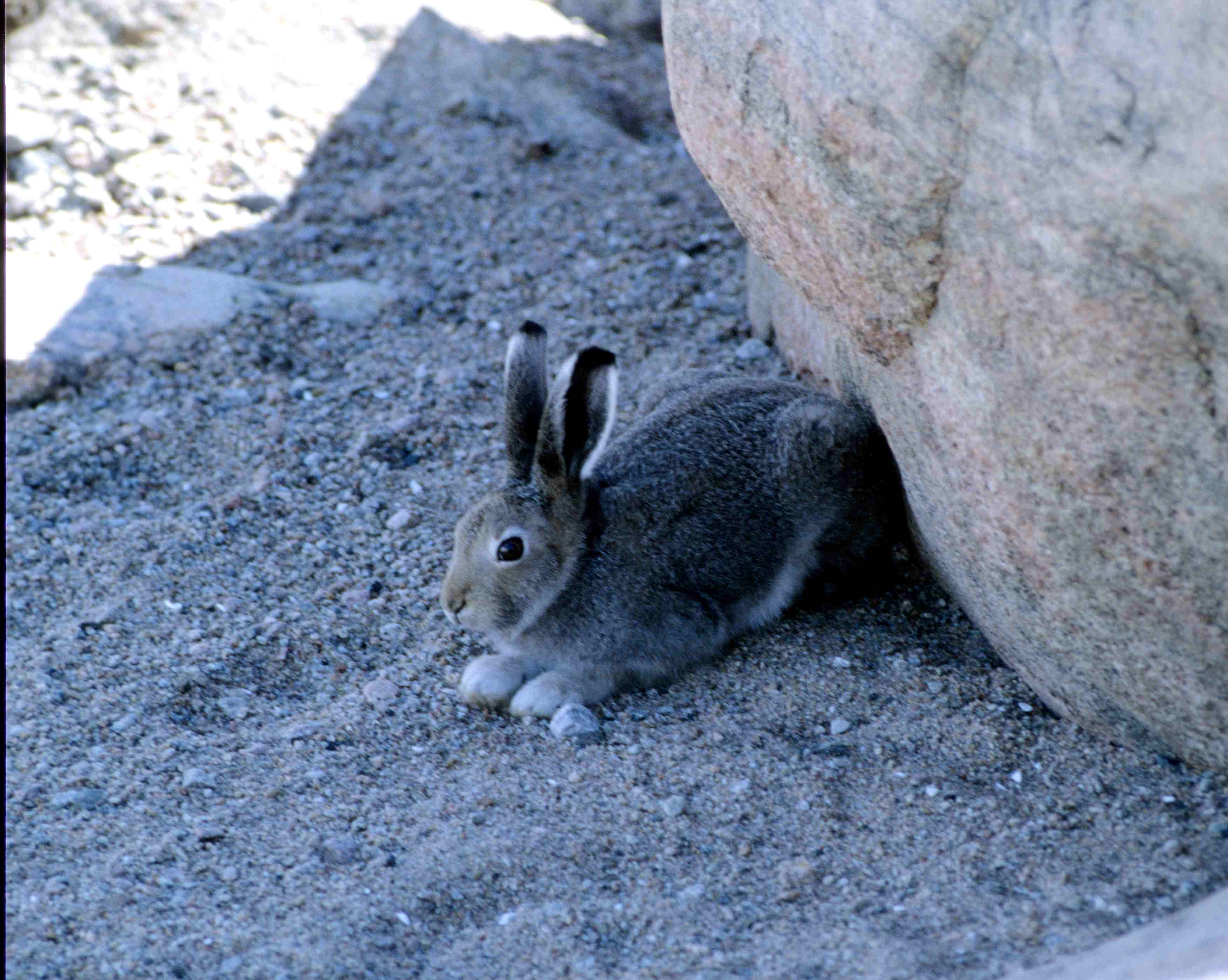
Letní srst zajíce polárního
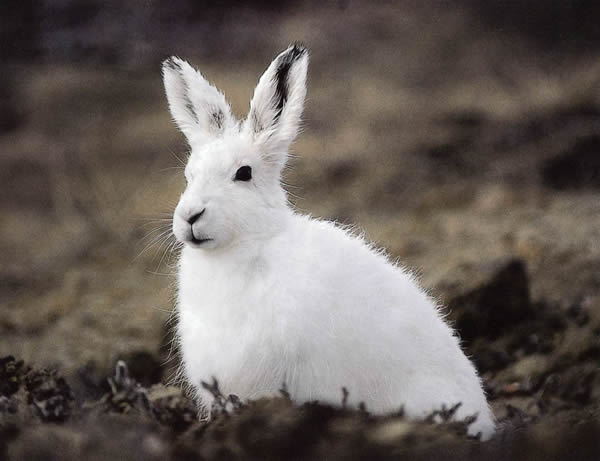
Zimní srst zajíce polárního